# Cima Presanella
Vrchol Cima Presanella leží v Itálii v alpské skupině Adamello-Presanella (nejjižnější skupina Východních Alp), která je zároveň součástí národního parku Adamello-Brenta. Je nejvyšším vrcholem této skupiny. Mohutná pyramida hory Presanella není až tak nedostupná, jak by se na první pohled (především na 650 metrů vysokou severní stěnu) mohlo zdát. Vrchol je obklopen třemi ledovci (Vedretta di Nardis, Vedretta di Presanella a Vedretta d'Amola). Masiv naprosto vévodí svému okolí a převyšuje blízké jižně ležící údolí Val Genova o téměř tři kilometry.

## Historie
Podklady z dřívějších let udávaly, že mají vrcholy Monte Adamello a Cima Presanella stejnou výšku 3558 m. V roce 1997 v časopisu Berge bylo potvrzeno prvenství a tato výška jen Presanelle. První výstup zaznamenal v srpnu 1864 Douglas W. Freshfield s průvodci. O tři týdny později (17. září) dosáhl vrcholu slavný rakouský polárník a průzkumník skupin Ortler a Adamello-Presanella, Julius Payer.

## Náročnost výstupů
Po technické stránce nejsou všechny turistické výstupy ničím výjimečně obtížným. Jedná se prakticky o bezproblémovou vysokohorskou turistiku po sutích a v závěru po ledovcích. Těžkosti mohou nastat pouze orientačního rázu. Cesty nejsou precizně značeny (hlavně z jihu) a místy se objevují jen „kamenní mužíci“. Oficiální obtížnost cest je stupně F- / max. I-II.UIAA.

## Výstupové trasy
Sever
 Výstup od severu začíná v údolí Val di Sole, na silnici, která přes sedlo Passo Tonale (1883 m) spojuje údolí řeky Adige a údolí Oglio. Odtud se stoupá k chatě Rif. Stavel Denza pod severní stěnou Cima Presanella. Z chaty se přechází ledovcová moréna ledovce Vedretta Presanella až do sedla Sella Freshfield. Po krátkém sestupu k hornímu konci ledovce Nardis cesta vede k jihozápadnímu hřebeni Cima Presanella a po něm přes snadné skály k vrcholu. Délka : 4 – 5 hod. z chaty. Pod sedlem Freshfield nebezpečí ve formě ledovcových trhlin.
Východ
 Autem je možno severně od Pinzola (směrem k Madonna di Campiglio) odbočit směrem k západu na úzkou cestu směrem k jezerům Laghi di Cornisello, kde se nachází stejnojmenná chata. Samotný výstup od východu je možno začít u této chaty nebo výše u chaty Rif. Segantini, 2371 m. Z chaty výstup vede přes jihovýchodní hřeben Presanelly, který je možno překročit v sedle Bocchetta di Monte Nero, 3078 m, na druhé straně vystoupit k bivaku Orobica a od něj snadno na vrchol. Skalní stěna do sedla Monte Nero je zajištěna ocelovými lany. Délka : 4 - 5 hod. Další, delší ale snazší možnost je výstup z chaty Segantini na sedlo Passo dei Quatro Cantoni, 2781 m, odtud sestoupit do doliny Val di Nardis na cestu od bivaku Roberti a dále přes ledovec Nardis jako u cesty z jihu, nebo směrem k jihovýchodnímu hřebeni a bivaku Roberti a na vrchol (5 hod.).
Jih
Jižní varianta je nejnamáhavější a nejdelší. Překonává převýšení 2700 metrů a je nutno ji rozdělit min. na dva dny. Výstup začíná v údolí Val Genova u parkoviště za malou přehradou. Odtud kolem vodopádu (80 metrů vysoký) Cascata di Nardis po dobře značené a upravené cestě k bivaku Roberti (2204 m). Z bivaku pokračuje cesta na morénu ledovce Nardis a pak přechází přímo ledovec ve směru sedla Sella Freshfield (3375 m). Od sedla po snadném západním hřebeni k vrcholu. Délka : Val Genova - bivak Roberti (3,30 hod.) - Cima Presanella (3,30 hod.). Sestup min. 5 hod. Celkem 11,30 - 12 hod.

## Hlavní vrcholy
| Vrchol            | Výška (m n. m.) |
| ----------------- | --------------- |
| Cima Presanella   | 3558            |
| Monte Gabbiolo    | 3458            |
| Cima di Vermiglio | 3458            |
| Monte Nero        | 3344            |
| Cima Busazza      | 3326            |
| Ago di Nardis     | 3289            |
| Cima Scarpaco     | 3252            |
| Cima Presena      | 3069            |

## Chaty
Rif. Stavel F. Denza (2298 m)
Z údolí Val di Sole, z obce Pizzano. Dosažení chaty trvá do 3 hod. Chata leží na krásném místě pod severní stěnou Presanelly. Je otevřená od poloviny června do poloviny září. Má 54 postelí a v zimě otevřený winterraum (zimní bivakovací prostor).
Rif. Segantini (2371 m)
Z Malga Vallina d'Amola přístupná za 1 hod. a z chaty Rif. Cornisello (konec silnice v údolí Val Nambrone) přes sedlo Bocchetta za 1,30 hod. Chata má dobrou pozici pod severovýchodní stěnou Presanelly, s vynikajícím pohledem na skupinu Brenta přes údolí Sarca. Je otevřená od poloviny června do poloviny září, má 54 postelí a winterraum pro 8 osob.
Rif. Cornisello (2120 m)
Chata může být dosažena autem cestou z doliny Val Nambrone. Leží blízko několika jezírek, na východ od Presanelly, s pohledem na Brentu. Je otevřená od poloviny června do poloviny září a má 16 postelí.
Bivacco Roberti (2204 m)
Výstup z údolí Val Genova (kolem 900 m) trvá kolem 3,30 hod. Nástup je několik set metrů na východ od vodopádu Nardis. U bivaku se také toleruje táboření ve stanech. Bivak Roberti je pro 11 osob a poskytuje veškeré běžné vybavení.
Bivacco Orobica (3382 m)
Malý kamenný úkryt nedaleko vrcholu slouží jako příbytek pro náhlé případy, 6 míst. Krátké historické oznámení praví, že se jedná se o bývalou rakouskou dělostřeleckou observatoř postavenou během první světové války, která byla schopná dát informace druhým lineárním palebným postavením, která se nacházela podél morény ledovce Nardis.

## Mapy
- Kompass č. 71 (Adamello / Presanella) - 1:50 000
- Kompass č. 639 (Presanella / Madonna di Campiglio) - 1:25 000
- Tabacco č. 10 (Dolomiti di Brenta / Adamello / Presanella / Val di Sole) - 1:50 000
- Tabacco č. 052 (Adamello / Presanella) - 1:25 000
- Freytag a Berndt č. S11 (Brenta / Madonna di Campiglio / Presanella) - 1:50 000